# 1480
1480. је била проста година.

## Догађаји
- Ратови ружа (1455-1485)  око енглеског престола између следбеника династије Ланкастер и династије Јорк. Обе династије биле су огранак краљевске куће Плантагенет, вукући своје порекло од енглеског краља Едварда III
- Турско освајање Крима (1475-1482) Османско царство је освојило ђеновске колоније на Криму и успоставило протекторат над Кримским канатом.
- Рат за бургундско наслеђе (1477-1482).
- Османска инвазија на Италију (1480-1481). 
  - 28. јул — 128 османских бродова Гедик-паше, укључујући 28 галија, усидрено је у области Отранта.
  - 11. август — Заробљена је Отрантска тврђава. 800 хришћанских мушкараца који су одбили да пређу у ислам погубљено је одсецањем главе. Главна градска катедрала претворена је у џамију. Цивилно становништво града и околине почело је масовно да се сели у унутрашњост полуострва.
  - Османска флота је почела да врши грабежљиве нападе на суседне градове - Лече, Таранто, Бриндизи и Вијесте. Паника је почела у Риму. Папа Сикст IV је смислио планове за евакуацију града и позвао европске земље да организују крсташки рат против Турака, што су активно подржали само Мађарска, која је послала око 1.600 војника да се боре против Турака, и Напуљ, који је окупио народну милицију.
  - Зими се већи део турске војске од 18.000 војника вратио у Албанију. 1.300 Османлија (800 пешадинаца и 500 коњаника) остало је у Отранту. Гедик паша је планирао да им се врати на пролеће са појачањем.
- 23. мај - 17. август - Опсада Родоса од стране Османског царства.
- Јесен - зима - Ахмед Кан Велике Орде, након што га је руска војска поразила, повлачи се у степе, где распушта војску и убрзо га, у свом номадском штабу на ушћу реке Северни Доњец, изненада напада сибирска и ногајска коњица (убија се у јануару 1481. године).
- Јесен - Мценск, који је припадао Великом кнежевству Литванији, опустошиле трупе Ахмед Кана Велике Орде, јер му Казимир IV није послао војну помоћ током Стајања на Угри са руским трупама.
- 3. децембар - папа је склопио мир са Лоренцом де Медичијем, који се обавезао да ће опремити 15 галија за рат са Турцима.
- Припајање Анжујске грофовије краљевском домену Француске.
- Организација инквизиције у Шпанији.
- Руско-ливонски рат (1480-1481) - ливонски витезови изненада су напали псковске земље. Тврђава Вишгородок је заузета, а сви њени становници су побијени. Немачки витезови су опсели Гдов, који се, упркос интензивној топовској ватри, одржао и није се предао. Ливонци су успели само да опустоше подручје и спале насеље Гдов. Псков се обратио великом кнезу за помоћ. Иван III, упркос тешкој ситуацији на југу, одговорио је на захтеве Псковљана и послао им помоћ, Андреја Никитича Ногта Оболенског у Псков да помогне против Немаца.
- Фебруар — ујединивши се са Псковљанима, московска војска је упала у границе Ливоније, опустошила предграђе Дорпата и вратила се са великим пленом и многим заробљеницима.
- Август — Ливонци су успели да заузму Кобилијски Городок, чије је становништво побијено. Немци, окупивши до тада највећу војску, покушали су да заузму Изборск и опсели су Псков. Ливонци, предвођени мајстором Бернхардом фон дер Борхом, безуспешно су опсели Псков. Током опсаде, покушај искрцавања са бродова у Запсковју био је неуспешан, што су осујетили Псковљани.

## Смрти
- Антонио Виварини

- Јустус из Гента

- Рене I Напуљски

- Селџук-султанија (ћерка Мурата II)